# ایستگاه متروی پایانه ۴ و ۶ فرودگاه مهرآباد
ایستگاه متروی فرودگاه مهرآباد پایانهٔ ۴ و ۶ یکی از ایستگاه‌های خط چهار متروی تهران است که در خیابان معراج، فرودگاه مهرآباد، جنب پایانهٔ ۶ واقع شده‌است.
این ایستگاه که در ۲۵ اسفند ۱۳۹۴ تأسیس شده دارای ۲۵۵۰ مترمربع فضای سرپوشیده می‌باشد و یکی از دو ایستگاه فرودگاه مهرآباد است.